# Döglött akták (ötödik évad)
Ezen az oldalon a Döglött akták amerikai krimi tévésorozat ötödik évadának epizódlistája olvasható, melyet eredetileg 2007. szeptember 23. és 2008. május 4. között vetített az amerikai CBS televízió.
Magyarországon ennek az évadnak az 1. epizódját (Tomboló düh/Thrill Kill) közvetlenül a 4. évad utolsó epizódja (Néma lesben/Stalker) után, megszakítás nélkül adták le 2010. október 12-én, majd egy megszakítással, a 2. epizódtól (Hazug játékok/That Woman) a 10. epizódig (Néma szenvedés/Justice), 2011. január 4-től 2011. március 1-ig, valamint egy újabb megszakítással, a 11. epizódtól (Kitelepítve/Family 8108) a 18. (évadzáró) epizódig (Gyermekrablás/Ghost of My Child), 2011. június 28-tól 2011 augusztus 16-ig vetítették.
Ez az egyetlen évad, amelyik csak 18 részből áll. A többi évad 23 részből áll, kivéve a negyedik évadot, amelyik 24 részes volt és a hetedik évadot, amelyik 22 részes volt.
A sorozat 100. epizódja ebben az évadban készült el, címe: World's End (Világvége).
Ebben a szezonban egy olyan rész van (a szezonnyitó), ahol egy előadótól választottak ki minden dalt:
- Thrill Kill: Nirvana

A szezonban a legrégibb újra megnyitott akta éve: 1938 (69 éves)
A szezonban a legfiatalabb újra megnyitott akta éve: 2007 (1 éves)

## Epizódlista
| #         | Cím eredeti / magyar | Bemutató eredeti / magyar | Rendezte Írta                       | Kép |
| --------- | --- | ------------------------- | ----------------------------------- | --- |
| 94. 5x01  | Thrill Kill | 2007. szeptember 23.      | Alex Zakrzewski                     |     |
| 94. 5x01  | Tomboló düh | 2010. október 12.         | Veena Sud                           |     |
| 94. 5x01  | Újra megnyitott akta dátuma: 1994 Utolsó jelenetben hallható dal: Nirvana (együttes) - Come as You Are |                           |                                     |     |
| 94. 5x01  | Végez magával Teddy Nimmo, akit három kisiskolás megölése miatt ítéltek el. Teddy anyja egy különös levéllel állít be az irodába, ami olyan információkat tartalmaz, melyek nem kerültek nyilvánosságra. Nyomozni kezdenek az ügyben, mert az új bizonyítékok alapján úgy tűnik, nem a két hírhedt rossz fiú, Teddy és Dylan követték el a gyilkosságokat. Hamarosan az is kiderül, hogy Joe Connelly nyomozó erőszakkal vette rá Teddyt a beismerő vallomásra.                                                              |                           |                                     |     |
|           | |                           |                                     |     |
| 95. 5x02  | That Woman | 2007. szeptember 30.      | Roxann Dawson                       |     |
| 95. 5x02  | Hazug játékok | 2011. január 4.           | Liz W. Garcia                       |     |
| 95. 5x02  | Újra megnyitott akta dátuma: 1998 Utolsó jelenetben hallható dal: The Goo Goo Dolls - Black Balloon |                           |                                     |     |
| 95. 5x02  | A 15 éves Carrie-re holtan találnak rá egy parkban. Néhány évvel később előkerül az a ruhadarab, amit letépnek róla a halála előtt. Lilly és csapata az egykori iskolatársak elbeszéléséből megtudja, hogy a lányt túl szexis külseje miatt nem kedvelték az iskolába, mindenki gonosz tréfát űzött vele. A számtalan lehetséges elkövető között kell megtalálniuk a valódi tettest, csakhogy a diákok évekkel később is összetartanak.                                                                                      |                           |                                     |     |
|           | |                           |                                     |     |
| 96. 5x03  | Running Around | 2007. október 7.          | Holly Dale                          |     |
| 96. 5x03  | Út az ismeretlenbe | 2011. január 11.          | Jennifer Johnson                    |     |
| 96. 5x03  | Újra megnyitott akta dátuma: 2006 Utolsó jelenetben hallható dal: Kelly Clarkson - Breakaway |                           |                                     |     |
| 96. 5x03  | Miriam Gunden, a 16 éves amish lány azt a napot, amelyen elhagyja a közösséget, arra használja fel, hogy megkérje a philadelphiai rendőrséget, keressék meg egy éve eltűnt nővérét, Annát. Rush és Vera nyomozók a közösségen belül vizsgálódnak, míg Valens a nagyváros amish származású fiataljait kérdezi ki. Hamarosan kiderül, hogy egy szerelmi háromszög indította el a lavinát. |                           |                                     |     |
|           | |                           |                                     |     |
| 97. 5x04  | Devil Music | 2007. október 14.         | Chris Fisher                        |     |
| 97. 5x04  | Az ördög zenéje | 2011. január 18.          | Kate Purdy                          |     |
| 97. 5x04  | Újra megnyitott akta dátuma: 1953 Utolsó jelenetben hallható dal: Elvis Presley - Can't Help Falling In Love |                           |                                     |     |
| 97. 5x04  | 1953-ban, az egyik felkapott blueskocsma mögött találták holtan Bingo Zohart. A fehér fiatalember rajongott a rock and rollért, együtt zenélt a feketékkel. Igényes énekes volt, ám ezt a környezete nem nézte jó szemmel. A nyomozás során kiderül, hogy a gyilkosság helyszíne egészen máshol volt. |                           |                                     |     |
|           | |                           |                                     |     |
| 98. 5x05  | Thick as Thieves | 2007. október 21.         | Holly Dale                          |     |
| 98. 5x05  | Szélhámosok | 2011. január 25.          | Christopher Silber                  |     |
| 98. 5x05  | Újra megnyitott akta dátuma: 1989 Utolsó jelenetben hallható dal: George Michael - One More Try |                           |                                     |     |
| 98. 5x05  | 18 év után meghal az a nő a kórházban, akit fejlövés ért és soha nem tért magához. Az eset furcsasága, hogy a kómában lévő nőt egy ismeretlen személy minden évben meglátogatta. A nyomozás során kiderül, hogy a nő egy szélhámos volt, aki az ismeretlen társával tehetős nőkből csaltak ki nagyobb összegeket. |                           |                                     |     |
|           | |                           |                                     |     |
| 99. 5x06  | Wunderkind | 2007. október 28.         | Kevin Bray                          |     |
| 99. 5x06  | A csodagyerek | 2011. február 1.          | Greg Plageman                       |     |
| 99. 5x06  | Újra megnyitott akta dátuma: 2002 Utolsó jelenetben hallható dal: Moby - Natural Blues |                           |                                     |     |
| 99. 5x06  | A nyomozók egy 14 éves fiú meggyilkolásának aktáját nyitják meg újra. Halálának idején bandaleszámolásra gyanakodtak, de a tettes kilétére nem derült fény. Terrence különleges képességekkel rendelkezett a számok terén. Féltestvére Michael rávette, hogy kártyajátékban kamatoztassa eme képességét az egyik bandavezér oldalán. Augustine, az egykori mérnök felkarolta a tehetséges fiút, és biztatta, hogy tanuljon tovább.                                                                                           |                           |                                     |     |
|           | |                           |                                     |     |
| 100. 5x07 | World's End | 2007. november 4.         | Roxann Dawson                       |     |
| 100. 5x07 | Világvége | 2011. február 8.          | Gavin Harris                        |     |
| 100. 5x07 | Újra megnyitott akta dátuma: 1938 Utolsó jelenetben hallható dal: Frank Sinatra - Always |                           |                                     |     |
| 100. 5x07 | Miközben az emberek pánikszerűen kiözönlöttek az utcákra Orson Welles rádiójátékának, a Világok harcának a hatására, a középosztálybeli családanya, Audrey Metz nyomtalanul eltűnik. Több mint 50 évvel később derül ki, hogy a feltűnően szép Audreyt megölték. A nyomok egy táncklubhoz vezetnek, ahol a nő pénzért idegen férfiakkal táncolt, hogy eltarthassa a családját. Mint kiderült, táncjegyeit egyetlen férfi vásárolta fel minden alkalommal, ám nem azért, hogy táncba vigye Audreyt.                           |                           |                                     |     |
|           | |                           |                                     |     |
| 101. 5x08 | It Takes a Village | 2007. november 11.        | Kevin Bray                          |     |
| 101. 5x08 | Gyilkos többszörös | 2011. február 15.         | Erica Shelton                       |     |
| 101. 5x08 | Újra megnyitott akta dátuma: 1999, 2003 Utolsó jelenetben hallható dal: KJ-52 feat. Blanca Reyes - You're Gonna Make It |                           |                                     |     |
| 101. 5x08 | Egy fiatal fiú megcsonkított holttestére bukkannak egy raktárban lévő fagyasztószekrényben. A bérlő neve alapján kiderül, hogy a városban még három ilyen raktárat bérelnek. A nyomozók szomorúan veszik tudomásul, hogy mindegyik raktár lelakatolt fagyasztója egy-egy gyermek megcsonkított holttestét rejti. Nyilvánvalóvá válik, hogy sorozatgyilkossal van dolguk. |                           |                                     |     |
|           | |                           |                                     |     |
| 102. 5x09 | Boy Crazy | 2007. november 18.        | Holly Dale                          |     |
| 102. 5x09 | Kényszerkezelés | 2011. február 22.         | Joanna Lovinger                     |     |
| 102. 5x09 | Újra megnyitott akta dátuma: 1963 Utolsó jelenetben hallható dal: Brenda Lee - Everybody Loves Me But You |                           |                                     |     |
| 102. 5x09 | 1963-ban öngyilkosságnak könyvelték el, ám amikor napjainkban egy szemtanú azt állítja, hogy a lány nem ugrott le a hídról, a nyomozók újra előveszik az ügyet. A szemtanú egy autót hallott, majd nem sokkal később látta a holttestet a vízben. A nyomozók kiderítik, hogy Sam Randall lány volt valójában, de fiúként öltözködött. A hatvanas években ezt nem fogadta el a társadalom, ezért kényszerkezelésnek vetették alá.                                                                                             |                           |                                     |     |
|           | |                           |                                     |     |
| 103. 5x10 | Justice | 2007. november 25.        | Agnieszka Holland                   |     |
| 103. 5x10 | Néma szenvedés | 2011. március 1.          | Veena Sud                           |     |
| 103. 5x10 | Újra megnyitott akta dátuma: 1982 Utolsó jelenetben hallható dal: Duran Duran - Save A Prayer |                           |                                     |     |
| 103. 5x10 | Ismeretlen tettes súlyosan megrongálja egy egyetemista sírját, akit 25 évvel ezelőtt lőttek le. Mark Delaney kitűnő tanuló és népszerű élsportoló volt, ráadásul a lányok odáig voltak érte. A Casanova azonban egészen sajátos módon hódított, mindent lányt meggyalázott az első randi végén. |                           |                                     |     |
|           | |                           |                                     |     |
| 104. 5x11 | Family 8108 | 2007. december 9.         | Jeannot Szwarc                      |     |
| 104. 5x11 | Kitelepítve | 2011. június 28.          | Kellye Garrett és Elizabeth Randall |     |
| 104. 5x11 | Újra megnyitott akta dátuma: 1945 Utolsó jelenetben hallható dal: Vaughn Monroe - When the Lights Go Out Again (All Over the World) |                           |                                     |     |
| 104. 5x11 | A nyomozók egy japán származású amerikai férfi halálának ügyén dolgoznak, akit közvetlenül a második világháború után gyilkoltak meg. Akkoriban az amerikai japán családokat kitelepítették, köztük a sikeres és jómódú Ray Takahashit is. A család egy kaliforniai internáló táborba került, ahol Ray rá akarta venni fiát, hogy lépjen be az amerikai seregbe, így bizonyítva, hogy megbízható amerikai állampolgárok. |                           |                                     |     |
|           | |                           |                                     |     |
| 105. 5x12 | Sabotage | 2008. január 6.           | Nicole Kassell                      |     |
| 105. 5x12 | A bosszú | 2011. július 5.           | Greg Plageman                       |     |
| 105. 5x12 | Újra megnyitott akta dátuma: 1999, 2001, 2003 Utolsó jelenetben hallható dal: OneRepublic - Apologize |                           |                                     |     |
| 105. 5x12 | Felrobban egy csőbomba, s letépi egy ember karját. A szakértők szerint szerkezete hasonlatos az utóbbi kilenc év során szórványosan előforduló csőbomba robbanásokhoz, melyek halálos áldozatokat is szedtek. Az egyik szemtanú egy zenedobozra emlékszik, mely a John Henry dallamát játszotta. John Henry volt az a munkás, aki felvette a harcot a gőzgéppel. Megnyerte a küzdelmet, de végül holtan esett össze. A szálak egy férfihoz vezetnek, aki elveszítette beteg kislányát, munkáját, és felesége is elvált tőle. |                           |                                     |     |
|           | |                           |                                     |     |
| 106. 5x13 | Spiders | 2008. február 17.         | John Peters                         |     |
| 106. 5x13 | Gyűlölet | 2011. július 12.          | Liz W. Garcia                       |     |
| 106. 5x13 | Újra megnyitott akta dátuma: 1998 Utolsó jelenetben hallható dal: The Smashing Pumpkins - Tonight, Tonight |                           |                                     |     |
| 106. 5x13 | A nyomozók újra előveszik Tamyra, a kamaszlány 1998-as meggyilkolásának ügyét, miután az apja brutálisan megveri a lány féltestvérét. Kiderül, hogy nem az apa a tettes. A lány elköltözött otthonról a Pók néven ismert barátjához, aki elvitte őt anyja házába. Ott lakott Elliot is, aki szintén otthonról szökött meg. Tamyra rájött, hogy Pók és barátai újfasiszták. |                           |                                     |     |
|           | |                           |                                     |     |
| 107. 5x14 | Andy in C Minor | 2008. március 30.         | Jeannot Szwarc                      |     |
| 107. 5x14 | A csend fogságában | 2011. július 19.          | Gavin Harris                        |     |
| 107. 5x14 | Újra megnyitott akta dátuma: 2006 Utolsó jelenetben hallható dal: The Fray - Look After You |                           |                                     |     |
| 107. 5x14 | A rendőrök egy 2006-ban meggyilkolt siket kamaszfiú meggyilkolásának ügyében nyomoznak. Akkoriban azt hitték, a fiú eltűnt, de a siketek iskolájában vérnyomokat találtak, a minták alapján kiderült, hogy Andyről van szó. Mielőtt egy betegség miatt elveszítette volna a hallását, Andy csodagyereknek számított a zene világában. Szülei szintén siketek voltak, és azt hitték, Andy büszkén vállalja helyzetét, ám a fiú ki akart törni az örök csend birodalmából.                                                     |                           |                                     |     |
|           | |                           |                                     |     |
| 108. 5x15 | The Road | 2008. április 6.          | Holly Dale                          |     |
| 108. 5x15 | A fal mögött | 2011. július 26.          | Jennifer Johnson                    |     |
| 108. 5x15 | Újra megnyitott akta dátuma: 2007 Utolsó jelenetben hallható dal: OneRepublic - Come Home |                           |                                     |     |
| 108. 5x15 | Rush és Valens átlépik az államhatárt, hogy egy gyanúsítottat visszaszállítsanak Philadelphiába. A férfiról azt gyanítják, hogy köze lehet egy nyolc hónapja eltűnt nő elrablásához. A férfi nagyon furcsán viselkedik, beismeri, hogy elrabolta Brendát, de nem hajlandó elárulni, hol van. |                           |                                     |     |
|           | |                           |                                     |     |
| 109. 5x16 | Bad Reputation | 2008. április 13.         | Alex Zakrzewski                     |     |
| 109. 5x16 | Megbélyegezve | 2011. augusztus 2.        | Christopher Silber                  |     |
| 109. 5x16 | Újra megnyitott akta dátuma: 1997 Utolsó jelenetben hallható dal: The Counting Crows - Recovering The Satellites |                           |                                     |     |
| 109. 5x16 | Egy razzia során egy egykori elítélt kézfejét találják az egyik drogdíler fagyasztójában. A nyomozás kideríti, hogy a férfi szabadulása után megpróbálta helyreállítani a kapcsolatát kamasz fiával, de a volt felesége és a fia mostohaapja nemigen örültek a felbukkanásának. Egykori bűnöző társai újra a könnyű pénzszerzés útjára akarták csábítani, de sokáig ellenállt. Egy helyi rendőr is folyamatosan zaklatta, mindenáron vissza akarta juttatni a börtönbe.                                                      |                           |                                     |     |
|           | |                           |                                     |     |
| 110. 5x17 | Slipping | 2008. április 27.         | Kevin Bray                          |     |
| 110. 5x17 | Végzetes tehetség | 2011. augusztus 9.        | Erica Shelton                       |     |
| 110. 5x17 | Újra megnyitott akta dátuma: 1962 Utolsó jelenetben hallható dal: Brenda Lee - The End of the World |                           |                                     |     |
| 110. 5x17 | A hatvanas években Nancy egyetemi professzor férje árnyékában maga is írogat, de egyre gyakrabban hall különös hangokat a házban, úgy érzi, meg fog őrülni. Amikor felakasztva találják a padláson, öngyilkosságként kezelik az ügyet. Több mint 40 év múltával az unokája fordul segítségért a nyomozókhoz, mivel találtak egy búcsúlevelet, de nem Nancy kézírásával. |                           |                                     |     |
|           | |                           |                                     |     |
| 111. 5x18 | Ghost of My Child | 2008. május 4.            | Roxann Dawson                       |     |
| 111. 5x18 | Gyermekrablás | 2011. augusztus 16.       | Liz W. Garcia                       |     |
| 111. 5x18 | Újra megnyitott akta dátuma: 2005 Utolsó jelenetben hallható dal: Nickelback - Far Away |                           |                                     |     |
| 111. 5x18 | Egy asszony azzal keresi fel a nyomozókat, hogy a parkban látta játszani a lakástűz során elhunyt kisfiát. Eleinte nemigen hisznek az egykori drogfüggő asszonynak, aki annak idején magára hagyta a gyerekét. Az utólagos szakértői vizsgálatok azonban alátámasztják, hogy évekkel korábban valaki betört, s a gyereket elrabolva felgyújtotta a szobát. |                           |                                     |     |
|           | |                           |                                     |     |